# Batallón de Ingenieros de Construcciones 141
El Batallón de Ingenieros de Construcciones 141 (B Ing Const 141) fue una unidad del Ejército Argentino con asiento en la La Rioja.

## Historia
El Batallón de Ingenieros de Construcciones 141 fue creado en el año 1967.
El 21 de mayo de 1976 y por Orden Parcial N.º 405/76 del Comando General del Ejército, se adecuaron las jurisdicciones para intensificar la lucha contra la guerrilla. El B Ing Const 141 se encargó del Área 314 con jurisdicción en la provincia de La Rioja.
Durante el terrorismo de Estado en Argentina en las décadas de 1970 y 1980, funcionó un centro clandestino de detención en el cuartel. En los años 2010 se acusó al general César Milani del encubrimiento de aquella desaparición.
En 1976 el soldado conscripto Alberto Agapito Ledo fue desaparecido durante su servicio militar obligatorio en el Batallón 141.
En 1976 el estudiante de historia Alberto Agapito Ledo realizaba el servicio militar obligatorio en el B Ing Const 141. El 17 de junio de ese año cayó víctima de desaparición forzada en Monteros, en el marco del Operativo Independencia.
En 1986 se disolvió el B Ing Const 141 y se creó la Compañía de Ingenieros 141.